# البرتو پرادا
البرتو پرادا (انگلیسی: Alberto Prada؛ زادهٔ ۱۹ ژانویهٔ ۱۹۸۹) بازیکن فوتبال اهل اسپانیا است.
از باشگاه‌هایی که در آن بازی کرده‌است می‌توان به باشگاه فوتبال کادیس، باشگاه فوتبال رئال وایادولید، باشگاه فوتبال رئال ساراگوسا، و باشگاه فوتبال زامورا اشاره کرد.